# Веркана
Верка̀на (на италиански и на ломбардски: Vercana) е село и община в Северна Италия, провинция Комо, регион Ломбардия. Разположено е на 345 m надморска височина. Населението на общината е 750 души (към 2017 г.).